# Plats på toppen
Plats på toppen (originaltitel: Room at the Top) är en brittisk dramafilm från 1959 i regi av Jack Clayton, baserad på romanen med samma titel från 1957 av John Braine. Huvudrollerna spelas av Simone Signoret och Laurence Harvey.
År 1999 placerade British Film Institute filmen på 32:a plats på sin lista över de 100 bästa brittiska filmerna genom tiderna. 

## Om filmen
Plats på toppen har visats i SVT, bland annat 1978, 2009, 2013 och 2025.

## Medverkande i urval
- Simone Signoret – Alice Aisgill
- Laurence Harvey – Joe Lampton
- Heather Sears – Susan Brown
- Donald Wolfit – Mr Brown
- Donald Houston – Charlie Soames
- Hermione Baddeley – Elspeth
- Allan Cuthbertson – George Aisgill
- Raymond Huntley – Mr Hoylake
- John Westbrook – Jack Wales
- Ambrosine Phillpotts – Mrs Brown
- Richard Pasco – Teddy
- Beatrice Varley – Aunt
- Delena Kidd – Eva
- Ian Hendry – Cyril
- April Olrich – Mavis

## Mottagande
Vid filmfestivalen i Cannes 1959 vann filmen i kategorin Bästa kvinnliga skådespelare och nominerades bland annat till att få Guldpalmen. Vid brittiska BAFTA Awards samma år vann filmen i kategorierna Bästa brittiska film, Bästa film och Bästa kvinnliga huvudroll och nominerades i ytterligare fyra kategorier.
Vid Oscarsgalan 1960 vann filmen Oscar i två kategorier, Bästa kvinnliga huvudroll och Bästa manus efter förlaga. Den erhöll även nomineringar i ytterligare fyra kategorier, Bästa film, Bästa manliga huvudroll (Laurence Harvey), Bästa kvinnliga biroll (Hermione Baddeley) och Bästa regi (Jack Clayton).